# 連江縣 (中華民國)
連江縣（馬拼：Lièng-koung-kâing）是中華民國福建省的縣，位於台灣海峽正北方，面臨閩江口、敖江口和羅源灣，為海運要衝；因目前由與中國大陸一水之隔的馬祖列島所組成，又通稱馬祖（馬拼：Mā-tsū）。目前連江縣下轄南竿島、北竿島、高登島、亮島、東莒島、西莒島、東引島、西引島及其附屬小島共計36個島礁組成；全境劃分為4個鄉，因而有時也會以「四鄉五島」代稱。
由於第二次國共內戰關係，原連江縣分治，中華民國政府在马祖列岛復設連江縣政府，位於大陸的原連江縣主體則為中華人民共和國政府所控制，設福建省福州市連江縣，此縣便成為唯一兩岸分治的縣份，形成今日兩個「連江縣」的特殊情況，口語上常用「大陸連江縣」與「馬祖」兩詞作區分。

## 歷史
- 1934年，由福建省政府首先在北竿設立「竿西聯保辦公處」，開始實施保甲編組，轄西洋、東湧、南竿、北竿、大坵島[註 3]、小坵島、高登等島嶼。
- 1935年，竿西聯保辦公處分為西洋聯保辦公處（轄東湧、西洋）與竿塘聯保辦公處（轄南竿、北竿）。至1945年，東引隸屬於連江縣西洋鄉管轄。
- 1948年，總統蔣中正發布《全國戒嚴令》，並經立法院追認；連江縣隨福建省全省劃入警戒地域。
- 1949年，中華民國國軍進駐各島。7月7日，代總統李宗仁發布《全國戒嚴令》，並經立法院追認；將福建省全省均納入接戰地域。
- 1950年12月15日，成立馬祖行政督察專員公署，駐地設於南竿區牛角地區（今復興村），行政區域改以島為單位，下分設南竿區、北竿區、白肯區、東湧區、四礵區（日语：四礵列島）、岱山區、西洋區、浮鷹區等八區，撤銷原設之區署及鄉公所，各區設區公所，區下設村、伍。惟行政督察區僅具「省政府派出機關」或「準行政區」性質，非正式行政區劃。[1]
- 1952年，中華民國政府陸續棄守四礵、岱山（台山列島）、西洋（西洋島群）、浮鷹（浮鷹島群）四區，餘下四區依原縣恢復建制。馬祖守備區指揮部轉隸金門防衛司令部。
- 1953年，棄守浪島。8月，於南竿復設連江縣政府。復設長樂縣政府於白肯，管轄東湧鄉、白肯鄉。9月長樂縣白肯鄉析為白肯鎮及東肯鄉。
- 1954年3月，復設羅源縣政府於東湧鄉，東湧鄉並由長樂縣改隸羅源縣。
- 1955年，馬祖行政督察專員公署改為閩東北行政督察專員公署，就近督導連江、長樂、羅源三縣政務。7月1日再改名為福建省第一區行政督察專員公署。
- 1956年7月起，金馬地區依《金門、馬祖地區戰地政務實驗辦法》實施戰地政務。福建省政府奉國防部之令，撤銷福建省第一區行政督察專員公署及長樂、羅源兩縣縣政府，馬祖地區政務實際上交由馬祖戰地政務委員會指揮監督，連江縣政府僅餘名義上之管轄權。原長樂縣白肯鎮、東肯鄉分別改為西犬鄉、東犬鄉，原羅源縣東湧鄉改為東引鄉，均改隸連江縣。
- 1959年，連江縣政府遷往南竿鄉鐵板村（今仁愛村）。
- 1960年，東犬、西犬合併為白犬鄉[2]。
- 1965年，國軍執行「北極演習」，重新進駐浪島，隔年改名為亮島。
- 1971年，白犬鄉更名為莒光鄉，以示「毋忘在莒」之意。
- 1978年，連江縣政府遷至今址（南竿鄉山隴村，今介壽村）。
- 1991年5月1日，《動員戡亂時期臨時條款》廢止，《全國戒嚴令》因而失其法源依據，解除《全國戒嚴令》對連江縣之管制。同時《金門、馬祖地區戰地政務實驗辦法》亦因失其法源而經行政院核准於同年11月5日廢止[3]，連江縣結束長期實施的戰地政務。在終止戰地政務的同日，連江縣因仍屬戰地，實施臨時戒嚴。
- 1992年11月7日，國防部宣布連江縣解除臨時戒嚴。隔年回歸地方自治，開始民選縣長與縣議員。
- 1994年1月17日：馬祖機場（北竿機場）啟用，開辦民航業務（前身為軍方輕航機場）。
- 2001年1月1日，實施金馬小三通，金馬地區開始展開與中國大陸小規模的通商、通航和通郵。
- 2003年1月23日，馬祖南竿機場正式營運啟用。
- 2012年，連江縣政府與中央研究院歷史語言研究所合作於亮島挖掘出新石器時代人骨（距今約8,300－7,900多年前），命名為亮島人。
- 2012年7月7日，馬祖地區舉行是否開放博弈的公民投票，結果為通過。
- 2014年11月1日，馬祖舉辦首屆國際馬拉松。
- 2017年1月1日，連江縣政府實施組織修編，修編後設府內處9處、府外局7局、二級機關（構）學校及公司（11個行政機關、1個醫療機構、9所學校、3個公司、2個事業機構）。
- 2021年12月15日，連江縣議會三讀通過「光害管制自治條例」，成為中華民國第一個訂定光害管制辦法的地方政府。
- 2022年2月12日至4月10日舉辦首屆馬祖國際藝術島「島嶼釀」。

## 語言
連江縣全縣通行馬祖話，屬閩東語的一種方言。當地又稱為「平話」；官方教學時稱之為馬祖閩東 （福州） 語。馬祖話與對岸長樂區的長樂話最為接近，與福州市區通行的福州話基本可以互通。在馬祖列島，操長樂口音的人數佔八成以上；其次為連江口音，早期聚居在南竿島津沙聚落；操福清口音的人口散居全縣各地。
另有操閩南語泉州話的移民，他們主要居住在南竿的復興村、北竿的橋仔村和塘岐村。橋仔和塘岐還有操莆仙語莆田話的移民。他們被稱為「下南兄」，居住地區被稱為「南館」。這些移民中，老一輩能夠同時使用自己的母語和馬祖話；年輕一輩則一般只會說馬祖話。
劉增泉編著《馬祖宗族群發展》稱：「馬祖人籍貫為長樂、閩侯、連江、霞浦、平潭、福清和莆田等沿海地區。」
20世紀中葉，大量國軍到馬祖駐防。為了「保鄉衛島」，國軍在當地大力掃盲、推行國語，以求達成「軍民協同、聯手作戰」的目標。各村聚落設立「指導員」，讓成人參加「民眾識字補習班」補習國語和識字，讓適齡兒童進入簡易學校學習。這項激進的語言政策最終導致了全縣通行國語，馬祖話的地位被嚴重弱化，語言文化被徹底顛覆。近年隨著馬祖地區開放觀光，以及大量民眾移民臺灣本島，有不少在地居民會說臺語，使馬祖話面臨式微困境，年輕一輩不太說甚至不會說。
中華民國政府分別於2000年、2019年制定公布《大眾運輸工具播音語言平等保障法》、《國家語言發展法》，規定連江縣的大眾交通工具上必須加播馬祖話播音，以保護馬祖話在公共場合的使用。同時，在當地校園實施鄉土語--馬祖話教學及推動其傳承、復振。

## 地理
馬祖列島位於福建省閩江口外，南北綿延54公里，總面積28.8平方公里，包括東引島、西引島、亮島、高登島、大坵、小坵、北竿、南竿、西莒和東莒等36個大小島嶼、礁嶼，最大島南竿島面積10.4平方公里，全縣最高峰為北竿的壁山。列島位於福建閩江口外東海中，扼閩江咽喉，西距福州約16浬，東距臺灣基隆114浬（東引至基隆90浬），南距金門152浬，與金門南北相對峙，控制台灣海峽。

#### 四至
- 極東：東引鄉樂華村世尾山東岸，東經120度30分08秒
- 極南：莒光鄉大坪村林坳嶼南岸，北緯25度56分04秒
- 極西：南竿鄉津沙村西面山聚落西壁，東經119度54分04秒
- 極北：東引鄉中柳村北固礁北岸，北緯26度23分08秒

#### 氣候
氣溫以1月平均攝氏9.2度最低，8月平均攝氏28.2度最高；屬於副熱帶季風氣候，四季分明，夏季炎熱，冬季寒冷。降雨量全年1,082.4毫米，其中以12月降雨20.8毫米最少，6月降雨170.4毫米最高。
| 馬祖（1971年至2000年） | 馬祖（1971年至2000年） | 馬祖（1971年至2000年） | 馬祖（1971年至2000年） | 馬祖（1971年至2000年） | 馬祖（1971年至2000年） | 馬祖（1971年至2000年） | 馬祖（1971年至2000年） | 馬祖（1971年至2000年） | 馬祖（1971年至2000年） | 馬祖（1971年至2000年） | 馬祖（1971年至2000年） | 馬祖（1971年至2000年） | 馬祖（1971年至2000年） |
| 月份                   | 1月                    | 2月                    | 3月                    | 4月                    | 5月                    | 6月                    | 7月                    | 8月                    | 9月                    | 10月                   | 11月                   | 12月                   | 全年                   |
| ---------------------- | ---------------------- | ---------------------- | ---------------------- | ---------------------- | ---------------------- | ---------------------- | ---------------------- | ---------------------- | ---------------------- | ---------------------- | ---------------------- | ---------------------- | ---------------------- |
| 平均高温 °C（°F）      | 14.0 (57.2)            | 15.2 (59.4)            | 16.8 (62.2)            | 21.2 (70.2)            | 24.4 (75.9)            | 28.0 (82.4)            | 32.0 (89.6)            | 32.2 (90.0)            | 29.8 (85.6)            | 26.0 (78.8)            | 21.2 (70.2)            | 15.6 (60.1)            | 23.2 (73.8)            |
| 平均低温 °C（°F）      | 5.2 (41.4)             | 6.4 (43.5)             | 7.6 (45.7)             | 11.6 (52.9)            | 17.2 (63.0)            | 20.8 (69.4)            | 24.8 (76.6)            | 24.4 (75.9)            | 22.0 (71.6)            | 19.6 (67.3)            | 14.0 (57.2)            | 9.2 (48.6)             | 15.2 (59.4)            |
| 平均降水量 mm（）      | 40.0 (1.57)            | 53.6 (2.11)            | 92.0 (3.62)            | 81.6 (3.21)            | 94.4 (3.72)            | 170.4 (6.71)           | 162.6 (6.40)           | 131.4 (5.17)           | 148.6 (5.85)           | 57.4 (2.26)            | 29.6 (1.17)            | 20.8 (0.82)            | 1,082.4 (42.61)        |
| 来源：中央氣象局       |                        |                        |                        |                        |                        |                        |                        |                        |                        |                        |                        |                        |                        |

## 行政區劃

### 大陸時期[9]:97~101
- 辛亥革命後，民國初年沿襲清制，設17區，以及增設西洋與馬祖兩區，共19區。
- 1928年9月，實施縣組織法將全縣分為8區，下轄5鎮144鄉，附鄉397個。
- 1935年8月，實施保甲制度，於同年10月1日編查完成，撤銷原有8區，改設3區署，下轄55聯保，487保，4891甲，後調整為40聯保。
- 1940年初，實施新縣制，改聯保為鄉鎮，下轄3區，6鎮25鄉，290保，2951甲。
- 1943年後，由於財政緊張，先後合併鄉鎮，至抗戰勝利後，下轄6鎮12鄉，117保，2252甲，此後僅略為調整。
- 1949年8月16日連江本土由解放軍佔領前，全縣下轄6鎮12鄉，178保，2226甲。[9]:101

|             | 鄉鎮名   | 保  | 甲   | 人口   | 下轄保名                                                                                           |
| ----------- | -------- | --- | ---- | ------ | -------------------------------------------------------------------------------------------------- |
| 原 第 一 區 | 敖江鎮   | 14  | 184  | 20632  | 中正、萬雲、學前、龍西、資壽、東岳、崇福、崇禮、鳳尾、矩魁、梅洋、松岳、江南、長汀                 |
| 原 第 一 區 | 東澳鎮   | 13  | 193  | 19920  | 東岱一、東岱二、塘莆、百勝一、百勝二、百勝三、筱澳一、筱澳二、筱澳三、筱澳四、道澳一、道澳二、船戶 |
| 原 第 一 區 | 琯頭鎮   | 8   | 106  | 14524  | 舊道、新道、拱嶼、船戶、東蘭、塘頭、岐山、長岐                                                     |
| 原 第 一 區 | 荷山鄉   | 10  | 167  | 17343  | 溪亭、岱石、幕浦一、幕浦二、東塘、東湖、毗、沙浦、龍峰、青塘                                       |
| 原 第 一 區 | 鏡山鄉   | 9   | 125  | 13893  | 南灣、鏡村、花塢、儒洋、定砂、山堂、洪塘、蟬浦、龍山                                               |
| 原 第 一 區 | 荻壺鄉   | 8   | 84   | 7653   | 東岸、後沙一、後沙二、定蓬、塘下、龍沙、壺江、川石                                                 |
| 原 第 二 區 | 丹陽鎮   | 12  | 131  | 11267  | 丹陽、花山、松洋、政莆、坂頂、桂飛、庄口、虎山、新周、朱山、洋柯、文朱                             |
| 原 第 二 區 | 浦洋鄉   | 9   | 95   | 13579  | 新岐、塔嵐、高龍、復興、蔗江、益砌、鄧松、長龍、下洋                                               |
| 原 第 二 區 | 潘溪鄉   | 8   | 78   | 6670   | 潘渡、朱步、陀市、湯山、貴桃、仁山、坡西、港里                                                     |
| 原 第 二 區 | 小滄鄉   | 7   | 62   | 4387   | 小滄、中蓬、龍潭、沙州、高岳、蒲邊、蘭水                                                           |
| 原 第 二 區 | 朱蓼鄉   | 9   | 96   | 8325   | 朱公、首周、大滄、杏林、蓼仙、鳳岩、定田、後坂、岐溪                                               |
| 原 第 三 區 | 筱定鎮   | 8   | 108  | 11238  | 筱埕、大埕、東塢、蛤沙、官塢、船戶、定海一、定海二                                                 |
| 原 第 三 區 | 黃笞鎮   | 12  | 149  | 16188  | 店路、西墩、沙坂、塘坑、長沙、赤汴、後灣、琇、苔菉、茭南、北茭一、北茭二                           |
| 原 第 三 區 | 所南鄉   | 13  | 169  | 18364  | 橫西、泗州、隴柄、館讀、拱頭、橫厝、南門、玉井、辰山、村前、文峰、貴峰、浮曦                       |
| 原 第 三 區 | 官塘鄉   | 11  | 162  | 14333  | 官坂、紅廈、官嶺、中坑、洋麻、白鶴、鶴嶼、塘邊、下濂、浮泉、輞川                                   |
| 原 第 三 區 | 象廈鄉   | 14  | 176  | 14379  | 坑園、宮緯、顏岐、前嶼、下嶼、廈宮一、廈宮二、後才、郭飛、安海、宅沃、外東、新龜、松皋             |
| 原 第 三 區 | 竿塘鄉   | 7   | 74   | 5062   | 馬祖、津鐵、山隴、牛角、白鏡、橋仔、塘岐                                                           |
| 原 第 三 區 | 西洋鄉   | 6   | 67   | 2918   | 東橋、南街、中心、西台、北澳、東湧                                                                 |
| 合 計       | 6鎮 12鄉 | 178 | 2226 | 220775 | |

### 現今區劃
現今連江縣共管轄南竿、北竿、莒光、東引四鄉，總面積約29.54平方公里。
- 資料時間：2024年12月[11]

|          |        |              |          |          |        |           |                     |          |
| 上圖顏色 | 名稱   | 面積 （km²） | 下轄區劃 | 下轄區劃 | 人口數 | 人口 消長 | 人口密度 （人/km²） | 郵遞區號 |
|          | 南竿鄉 | 10.4000      | 9村      | 75鄰     | 7,815  | -14       | 748                 | 209      |
|          | 北竿鄉 | 9.9000       | 6村      | 27鄰     | 3,062  | -5        | 318                 | 210      |
|          | 莒光鄉 | 4.7000       | 5村      | 21鄰     | 1,518  | 0         | 313                 | 211      |
|          | 東引鄉 | 4.4000       | 2村      | 13鄰     | 1,555  | +13       | 340                 | 212      |
| 總計     | 總計   | 28.8000      | 22村     | 136鄰    | 13,950 | -6        | 482                 |          |

## 政治

### 政府組織

#### 地方政府
連江縣政府是連江縣的最高行政機關，在中華民國政府架構中為縣自治的行政機關，同時負責執行中央機關委辦事項，縣府大樓的地址為連江縣南竿鄉介壽村3鄰76號，自治監督機關為行政院各部會（主要為內政部）。縣長由全縣公民直接選舉產生，每屆任期為四年，連選可連任一屆，現任連江縣縣長為中國國民黨籍的王忠銘、副縣長陳冠人、秘書長張龍德。連江縣政府並置縣政會議，為縣政最高決策機構，在縣長及副縣長之下，設有14個內部單位、4個所屬一級機關、7個所屬二級機關、9所各級學校。
連江縣議會是連江縣的最高立法機關，代表連江縣全體縣民執行立法和監察縣政府之施政，議會大樓的地址為連江縣南竿鄉復興村146號。縣議員由全縣公民直選選出，任期為四年，可連選連任。縣議會設有9位縣議員席次，第一選區（南竿鄉）5席縣議員、第二選區（北竿鄉）2席縣議員、第三選區（莒光鄉）1席縣議員、第四選區（東引鄉）1席縣議員，議長、副議長由縣議員互選產生，現任連江縣議會議長為中國國民黨籍的張永江、副議長林明揚、秘書長林光東。
連江縣政府在臺灣設有「連江縣政府駐台辦事處」，位於臺北市中正區龍興里5鄰和平西路二段72號，聯合辦公大樓由陳政顯建築師事務所設計監造、金益營造工程有限公司承造，處理縣級在臺事務，兼作馬祖酒廠台北營業處。

#### 中央單位
行政院各部會因應在連江縣業務設置若干駐馬單位，辦理交通、財稅、氣象、航空、海岸巡防、入出境、動植物檢疫等業務，數量眾多。
馬祖地區之民、刑事訴訟和審理由福建連江地方檢察署（位於南竿牛角）與福建連江地方法院（位於南竿牛角）管轄，上訴法院為福建高等法院金門分院。
中高等教育方面，連江縣設有國立馬祖高級中學（位於南竿山隴）及國立臺灣海洋大學馬祖校區（位於北竿坂里）。
中華民國國軍駐守在馬祖列島設置陸軍馬祖防衛指揮部，戰時負責連江地區的作戰指揮及軍事管制，以及中華民國陸軍直屬的地區指揮部「陸軍東引地區指揮部」。

### 選舉概要
相較於臺灣省各縣市於1950年便實施地方自治及開放縣市長民選，本縣直至1991年終止戰地政務、1992年底臨時戒嚴解除後，才實施地方自治，1993年開放縣長、縣議員民選。

#### 歷任首長
政府遷台後軍派時期
- 陳拱北：1953年8月17日－1958年7月12日（馬祖行政督察專員公署主任兼連江縣縣長）
- 王緒：1958年7月12日－1958年10月1日（因搭乘復興航空銀翼水上飛機失事罹難）
- 夏諭：1958年11月10日－1958年（馬祖守備區指揮部政治部主任兼任）
- 高瘦影：1959年－1962年10月1日
- 陳正福：1962年10月1日－1965年6月1日
- 盧祖謙：1965年6月1日－1970年1月12日（原中國國民黨連江縣縣黨部主委）
- 何良壂：1970年1月12日－1973年8月24日
- 張佐鵬：1973年8月24日－1975年8月10日（曾任于右任侍衛官，陝西人）
- 徐劍寰：1975年8月10日－1977年9月15日
- 王恕民：1977年9月15日－1979年9月14日（後曾任福建省政府秘書長）
- 封惠南：1979年9月14日－1982年（後曾任中國國民黨交通事業黨部副主委）
- 李麒麟：1982年－1984年（後曾任國防部總政治作戰部副主任，中將）
- 賴宗煙：1985年－1987年（後曾任聯勤總部副主任，書法家）
- 林德政：1987年－1992年8月（後曾任台北師管區主任，今洛杉磯溫州總商會名譽顧問）
- 曹常順：1992年8月－1993年12月20日（軍派末任，民選首任）

民選時期
連江縣首長從民國82年（1993年）開始民選。
| 屆別 | 姓名   | 黨籍                  | 任期                           |
| ---- | ------ | --------------------- | ------------------------------ |
| 1    | 曹常順 | 中國國民黨            | 1993年12月20日－1997年12月20日 |
| 2    | 劉立群 | 中國國民黨            | 1997年12月20日－2001年12月20日 |
| 3    | 陳雪生 | 親民黨                | 2001年12月20日－2005年12月20日 |
| 4    | 陳雪生 | 親民黨 → · 中國國民黨 | 2005年12月20日－2009年12月20日 |
| 5    | 楊綏生 | 中國國民黨            | 2009年12月20日－2014年12月25日 |
| 6    | 劉增應 | 中國國民黨            | 2014年12月25日－2018年12月25日 |
| 7    | 劉增應 | 中國國民黨            | 2018年12月25日－2022年12月25日 |
| 8    | 王忠銘 | 中國國民黨            | 2022年12月25日－現任           |

長樂縣（後撤銷，併入連江縣）縣長（1953年8月復設－1956年7月）
- 邱德齡：1953年9月－1956年7月

羅源縣（後撤銷，併入連江縣）縣長（1954年3月復設－1956年7月）
- 樓勝利：1954年3月－1954年
- 陳逸民：1954年－1956年7月（反共救國軍第118縱隊司令兼任羅源縣縣長）

#### 立委
该县立法委员选举按中華民國現行選制，全境同屬一個立法委員選區（連江縣選舉區），得選出一位立法委員。現任連江選區所選出的立法委員，是第十一屆立法委員選舉選出的中國國民黨籍陳雪生。

## 交通

### 水上交通

#### 港口
連江縣港務處依商港法經行政院指定為「馬祖福澳國內商港」的經營及管理機關，馬祖福澳國內商港由分散在馬祖列島五個島嶼的福澳、白沙、青帆、猛澳、中柱五座港域碼頭所組成。其中，位於南竿的福澳港，是馬祖列島的首要水運樞紐。
- 往基隆航線

- 臺馬之星

連江縣政府自2015年8月12日起以臺馬之星取代臺馬輪作為往返臺灣的交通航線。臺馬之星總共有580席位，行駛於基隆與馬祖列島之間，自基隆港西二碼頭開往馬祖列島方向的班次，每月奇數日先駛往南竿島福澳港，再駛往東引島中柱港（即先馬後東航線），而每月偶數日則先駛往東引島中柱港，再駛往南竿島福澳港（即先東後馬航線）。於特定期間（多於旅遊旺季），每月奇數日往馬祖列島的班次，會先駛往東引島中柱港後，再駛往南竿島福澳港，之後再一次駛往東引島中柱港（即先馬後東航線），每週二原則上為臺馬之星公休日不開航，但有時會配合連江縣政府政策，加開航班。
- 新臺馬輪

由於台馬輪老舊將退役及台馬之星運用吃緊，軍租船合富輪有使用限制且合約即將2022年12月到期退役，因此行政院於民國108年4月26日首次核定「新臺馬輪購建計畫」，110年4月修正核定，中央出資的新臺馬輪船舶總噸位5400噸，經費11億4千萬元；新臺馬輪以DBO統包辦理招標評選，由全港通航業股份有限公司，洽得日本三浦造船所配合參與投標並得標。111年1月24日，新臺馬輪在日本正式下料開工，同年3月24日安放龍骨，同年8月2日在日本三浦造船廠舉行命名暨下水典禮，而後持續進行各項施工。112年2月8日、9日分別進行船廠海試及海上公試，同年3月9日完成新臺馬輪交接並當日下午4時自日本開回基隆港，同年4月16日起試航，同年6月1日起正式啟航。
- 臺馬輪

連江縣（政府）自2003年起將其所有的臺馬輪的經營業務委託新華航業辦理。臺馬輪總共有500席位，行駛於基隆與馬祖列島之間，自基隆港西二碼頭開往馬祖列島方向的班次，每月奇數日先駛往南竿島福澳港，再駛往東引島中柱港（即先馬後東航線），而每月偶數日則先駛往東引島中柱港，再駛往南竿島福澳港（即先東後馬航線）。於特定期間（多於旅遊旺季），每月奇數日往馬祖列島的班次，會先駛往東引島中柱港後，再駛往南竿島福澳港，之後再一次駛往東引島中柱港（即東馬東航線），每週二原則上為臺馬輪公休日不開航，但有時會配合連江縣政府政策，加開航班，於2015年8月12日停駛基隆與馬祖列島，有時為配合旅運需求或因應台馬之星不能行駛的情形，已於2023年4月27日除役。
- 合富輪

馬祖防衛司令部為因應在馬祖服役的國軍官兵的旅運需求，向合富海運股份有限公司租用合富快輪，每週二開航往返基隆與馬祖列島之間，其中保留50艙位（基隆往馬祖為15艙位，馬祖往基隆35艙位）提供給一般民眾搭乘，合富輪軍租航班的基隆上船處為基隆港西五碼頭。合富輪自基隆港開往馬祖列島方向的班次，航線為先駛往東引中柱港，再駛往南竿福澳港（即先東後馬航線）。此外，有時為配合旅運需求或因應臺馬輪及台馬之星不能行駛的情形，新華航業股份有限公司也會租用合富快輪，執行額外班次或替代航班，於此種情形合富輪即無人數限制，合富輪的基隆上船處也變更為基隆港西二碼頭。2022年12月底，合富輪合約到期退役。
- 往臺北航線

- 南北之星2號

馬祖南竿福澳港往返新北八里臺北港航線於2022年4月上旬啟航。「南北之星2號」快輪共可承載298人，臺馬間航程僅3小時，前往臺北港的接駁點有臺北車站南一門和高鐵桃園站5號出口兩處，自臺北港入臺北市區的接駁點則為捷運台北車站M3出口及高鐵桃園站 。
- 往福州航線（兩馬小三通）

兩馬小三通後，使南竿福澳港得經琅岐港轉往福州港馬尾客運站，目前有金龍輪（長億海運股份有限公司所有）、閩珠貳號（大和航業股份有限公司所有）和安麒輪（福州程泰船務有限公司所有）等數艘輪船行駛於福澳港與琅岐港之間，每月各行駛約十日，為數家旅行社包船承租的不定期航班，須向特定旅行社購買船票。安麒輪的船期為每月上旬，金龍輪的船期為每月中旬，閩珠貳號的船期為每月下旬。此外，北竿白沙港也有開設來往黃岐港的航線，目前有閩珠捌號（大和航業股份有限公司所有）、吉順玖號（南北海運有限公司所有）和安麒輪貳號（金馬船務有限公司所有）等數艘輪船行駛。
- 島際間航線

馬祖列島各島間以交通船（當地俗稱「小白船」）聯繫，只有南竿島和東引島是以「臺馬輪、臺馬之星」運輸，必要時則有替代航班，如往昔的合富輪等。除馬祖福澳國內商港港區外，各鄉亦有使用率不一的漁港，如南竿馬祖港、南竿仁愛港、南竿津沙澳口、南竿四維澳口、南竿介壽凸堤浮排、北竿馬鼻灣浮排、北竿芹壁碼頭、北竿橋仔漁港、東莒福正港等，已無船舶泊港者不列述。娛樂航行方面另有基於賞鷗、磯釣等目的的跳礁航線。

- 南竿–北竿

南竿–北竿之間的交通船航線目前由南北海運股份有限公司、長億海運股份有限公司以及大和航業股份有限公司三間公司經營。專營南竿–北竿航線的南北海運股份有限公司旗下有交通船吉順壹號、吉順貳號、吉順叁號、吉順陸號、吉順捌號。此外，長億海運股份有限公司使用金龍輪經營此航線，大和航業股份有限公司則是以閩珠貳號、閩珠捌號加入南竿–北竿航線的營運。從南竿島福澳港到北竿島白沙港的航程約20分鐘，每日7時整至17時30分間每半小時自南竿發船，每日7時30分至18時整自北竿發船。
- 南竿–大坵

南竿至大坵間航線去程由南竿福澳港出發抵大坵簡易碼頭，回程則是大坵簡易碼頭出發，經北竿白沙港後抵南竿福澳港，主要有南北海運股份有限公司經營。
- 北竿–大坵

北竿至大坵間航線由北竿橋仔港經大坵水道抵大坵簡易碼頭後往返，由崴盛號、大坵2號、梅花公主號等小型船營運航線。
- 北竿–高登

該航線僅陸軍馬祖防衛指揮部北高守備大隊高登守備隊官兵基於軍事需要往返北竿白沙港及高登南沃港間，高登島在大維坡另有稱大維港（舊稱：英雄港）的使用率不高的碼頭
- 北竿–亮島

該航線僅陸軍馬祖防衛指揮部北高守備大隊亮島守備隊官兵基於軍事需要往返北竿白沙港與亮島百勝港間。
- 南竿–莒光

南竿–莒光之間的交通船航線目前由佶星航運股份有限公司經營，使用的輪船為馬祖之星，自南竿福澳港至莒光的航程約為50分鐘，但奇數月先至西莒青帆港後再經10分鐘航程轉往東莒猛澳港，偶數月則先至東莒猛澳港再轉往西莒青帆港。每日共往返三趟。
- 西莒—東莒

西莒—東莒之間的交通船航線目前由莒光海運行經營，使用的輪船為成功號與莒光號，每日自西莒青帆港發船至東莒猛澳港後折返共四趟。此外佶星航運股份有限公司的馬祖之星亦會在西莒、東莒兩島之間接駁旅客後，再返回南竿。
- 南竿—東引

南竿—東引的航線之間，有新華航業股份所營運的新臺馬輪、臺馬之星行駛（臺馬之星於112年6月1日起由世洋機械公司接手營運），南竿福澳港與東引中柱港的航程約90-120分鐘。當臺馬之星或新臺馬輪於檢修無法開航時，將由東海明珠或南北之星替航。

### 空中交通

##### 機場
- 馬祖南竿機場（北緯26°09'02" 東經119°57'13"）：位於南竿山隴（剷平大牛山山頂），機場設施包括航站大樓、塔臺、長1580公尺寬30公尺的主跑道及一座直升機坪，於2003年1月23日啟用。機場可供Dash 8-300、200、福克F50及ATR72-600型等型客機起降，起降受限能見度5000公尺、雲高1500呎，目前無法夜航。
- 馬祖北竿機場（北緯26°13'32"  東經120°00'00"）：位於北竿塘岐，早在第17師田樹樟師長兼指揮官暨政委會主委（1959年11月至1961年12月31日間在任）任內便已肇建，至繼任者第27師彭啟超指揮官（1962年1月1日至1965年5月15日間在任）任內擴建完成，往後歷任司令官多有整修，戰地政務解除前稱為「大道機場」，原供陸軍輕航隊俗稱「小蜻蜓」的兩人座偵察機起降。於1994年1月17日經整建轉為民航啟用，跑道長1120公尺。機場可飛航ATR72-600型70人座客機（但須降載至56人乘坐），起降受限能見度2400公尺、雲高780呎。
- 東引直升機場（北緯26°35'92" 東經120°48'38"）：位於東引南澳。
- 西莒直升機場（北緯25°97'15" 東經119°93'59"）：位於西莒青帆。
- 東莒直升機場（北緯25°95'80" 東經119°96'73"）：位於東莒猛澳。
- 高登直升機場 （軍用）：位於高登和坡。
- 亮島直升機場 （軍用）：位於亮島島頭。

- 航線

- 對外航線

原只有立榮航空經營馬祖至台灣航線，2023年3月26日第二家航空公司華信航空進駐南竿機場，現有南竿－臺北、南竿－臺中、北竿－臺北航線。過去立榮航空曾開航高雄－南竿航線，但因載客率不佳，目前已停飛。
- 島際航線

德安航空於冬季期間（10月至隔年3月），開辦南竿—東引、南竿—莒光的定期直昇機航線，南竿—東引航線每日皆有一往返班次，南竿—莒光航線，於每星期一、三、五、日有一往返班次。若有4位以上連江縣縣民有直昇機旅運需求時，得加開臨時班次。

### 陸上交通

##### 公共汽車
連江縣公車早於戰地政務時期便有行駛，南竿地區在第17師田樹樟師長兼指揮官暨政委會主委（1959年11月至1961年12月31日間在任）任內首開營運，稱為「交通車管理處」，行駛山隴到西尾間、延駛至津沙；北竿地區則為第269師孫遼夫師長兼北高指揮官暨行政督導專員（1981年10月1日至1982年8月1日間在任）任內正式行駛，現由縣營事業機構連江縣公共汽車管理處業管，目前在南竿、北竿均有公車服務，車型主為ISUZU NQR 27人座遊覽車。南竿的公車路線區分為山線及海線兩條主線，始迄站皆為山隴的介壽公車站與馬港的馬祖公車站。北竿的公車路線，始迄站為塘岐的北竿公車站與白沙的白沙站，北竿名義上僅有一條主線、但班次亦以經由北竿大道與經環島北路而區別為山線與海線，支線方面有後澳支線、午沙支線及已停駛的壁山支線。為服務各聚落，公車路線頗多繞駛、加駛路段。公車處亦有於東引、莒光設立營運站專責管理公車出租業務，但東引地區僅有「台灣好行@馬祖」專車透過包租預約制循固定路線行駛，四鄉五島均有「台灣好行@馬祖」路網。
西莒、東莒之公車固定時刻行駛為交通部公路總局公路公共運輸服務升級計劃下的幸福巴士，委由連江縣公共汽車管理處、連江縣交通旅遊局、連江縣莒光鄉公所輔導營運，車型主為8人座中華三菱得利卡廂型車，東莒線始迄站均為大坪的大坪村站，西莒線始迄站均為青帆的莒光鄉公所站。

##### 公路橋梁
- 馬祖大橋（全長約3.16公里；規劃中）[40]
- 大坵橋：大坵橋若完工將是連江縣首座跨海大橋，連接北竿島與大坵島，工程於2018年7月底開工，經數次轉手後現由東丕營造、新慶陽營造聯合承攬，預計2024年5月完工，全長500公尺，橋面規劃3處觀景平台。[41]
- 中柱堤：東引原非單一座島嶼，而是東引島、西引島及其間的中柱島等組成[42] 。1975年，在戰地政務軍政一元化體制下，基於軍事需要，反共救國軍始興建介石橋連接中柱與東引；1989年8月，在王易謙指揮官（1983年6月12日至1987年2月28日間在任）主政下，東西引連堤工程進一步完竣，東西路網從此連併[43] 。

## 教育
實施12年國民基本教育後，連江縣與桃園市為同一個免試就學區，名稱為「桃連區」。

### 大專院校
- 國立臺灣海洋大學馬祖校區
- 國立金門大學馬祖分班
- 銘傳大學碩士在職專班

### 高級中等學校
- 國立馬祖高級中學

### 國民中小學
- 連江縣立介壽國民中小學
- 連江縣立中正國民中小學
- 連江縣立東引國民中小學
- 連江縣立敬恒國民中小學

### 國民中學
- 連江縣立中山國民中學

### 國民小學
- 連江縣南竿鄉仁愛國民小學
- 連江縣北竿鄉塘岐國民小學
- 連江縣莒光鄉東莒國民小學

## 文化

### 文化資產
- 閩東建築：傳統閩東民居為獨棟形式，屋體有木造、石造，屋頂鋪瓦，採「二落水」、「四落水」，牆身以石塊堆砌，富有人家石塊方正，多採「人字砌」、「工字砌」；一般人家則採「亂石砌」。縣府重視聚落保存，將閩東建築群村落列為聚落保護區，知名者如南竿鄉「牛角聚落」、「津沙聚落」、北竿鄉「芹壁聚落」、莒光鄉「福正聚落」等。

- 封火山牆：屬閩東建築的元素之一，山牆立於屋之左右二側，且高過屋頂，山牆頂端前後有誇張揚起的尖角，多在當地閩東式廟宇、公部門建築中見到。

### 考古史料
馬祖地區在解除戰地政務、戒嚴後，內政部於2000年6月間，委託中央研究院歷史語言研究所執行「臺閩地區考古遺址普查研究計畫（第六期）」，計畫主持人由陳仲玉，協同主持人劉益昌擔任，研究範圍包括金門與連江兩縣。
隔年2001年9月起，中研院陳仲玉教授與以「馬祖藝文協會」王花俤、潘建國、王建華、游桂香、林錦鴻、賀廣義等成員為骨幹組成的「馬祖考古隊」於馬祖各鄉開展考古普查，先後發現熾坪隴遺址（舊稱科蹄灣遺址）等史前遺址，及福澳港遺址、塘岐遺址、蔡園裡遺址、介壽遺址、坂里遺址、燕秀遺址、馬祖港遺址、大埔石刻遺址等宋元明時期的歷史遺址。
2021年後，則有清華大學邱鴻霖教授與南藝大藝術史學系盧泰康教授共同主持的數次考古遺址普查，率清大考古隊試掘大坵遺址、黃官嶼遺址、短坡山遺址等處。

#### 亮島人
2011年連江縣政府委託中研院史語所考古團隊發掘馬祖亮島貝塚遺跡中之人骨骨骸。2013年7月16日，連江縣政府與中研院考古團隊發表成果，定名為「亮島人」，推估為距今八千年前，可謂考古學上的重大發現。 2013年6月14日，連江縣政府公告以「亮島島尾遺址群」登錄為連江縣縣定考古遺址；2021年6月21日經過文化部文化資產局文資審議後進一步升為國定考古遺址「亮島島尾考古遺址」。

### 博物館
位於馬祖列島，被中華民國博物館學會列入2004年9月版《台灣博物館名錄》的博物館有：
- 馬祖民俗文物館
- 連江縣政府建設局漁業管理課橋仔漁業展示館

### 文學
在文學史及其相關論述方面，目前還沒有「馬祖文學史」及其相關議題的專書出版；博碩士論文方面，涉及馬祖的面向多元，諸如民間傳說、文化禮俗、移民變遷等，如曹詩穎〈馬祖民間傳說研究〉、陳孜涵〈馬祖列島民間傳說研究〉、林駿華〈馬祖喪葬禮俗研究〉、程世原〈馬祖列島聚落與民居變遷之研究〉等 。
在母語、俗諺語的研究著作出版方面，目前已有陳高志《馬祖俗諺析論》（一）、（二）出版；其他文類著作的出版有：鄭有諒的《遺留馬祖戰地中的精神標語》、陳春梅的《煙硝下的教化記憶》。
縣內地方性的文學、藝文團體有「馬祖藝文協會」、「連江縣馬祖文史工作協會」、「馬祖雲台文化協會」、「連江縣北竿文化推展協會」、「馬祖閩東文化交流協會」、「馬祖東莒文化促進協會」、「馬祖鼓板協會」、「連江縣攝影學會」、「馬祖閩東建築藝術發展協會」、「媽祖在馬祖文化交流協會」、「馬祖芙蓉海畫會」等。
在連江縣馬祖列島出生的作家、文學評論者，有首任行政院金馬聯合服務中心副執行長謝昭華（本名：謝春福）、及著有《鄉音馬祖》、《北竿故事集》等作品的珠螺籍作家劉宏文等。文學活動方面，2009年後連江縣政府數度舉辦「馬祖文學獎」徵文活動，並且將得獎作品集結出版。

### 以馬祖為舞台的影視作品
- 電影英勇戰士俏姑娘，以馬祖北竿鄉芹壁村為故事發生地。
- 惡作劇2吻部分劇情：男主角江直樹於馬祖服役，女主角袁湘琴遂訪馬探望。
- 這些年那些事，於馬祖北竿鄉芹壁村拍攝，該村為男主角之新家。
- 三立電視台戲說台灣系列：《芹壁村藏寶》
- 三立電視台戲說台灣系列：《鐵甲元帥》
- 電視劇國際橋牌社

## 宗教信仰

### 宗教

#### 佛教
佛教創始於印度，傳入中國而中國化。馬祖有淨宗學會、國際佛光會馬祖分會等佛教組織。

#### 道教
道教為中國本土宗教，崇尚無為、修仙、養生。南竿島青檀澳有「道祖廟」，供奉太上老君。

#### 中國民間信仰
包含儒釋道融合及泛靈信仰，如北竿島塘岐村「蕭王府」為佛道融合之廟宇、芹壁村「天后宮」供有「鐵甲元帥」，為蛙神信仰等。

#### 基督新教
基督新教在南竿鄉清水村建有教堂，稱「中華基督教衛理公會馬祖教會馬祖南竿清水教會」。

#### 天主教
南竿鄉馬祖村有天主教寶血幼稚園，現已廢棄。天主教石仁愛修女1975年至馬祖村寶血幼稚園服務，其為比利時人，居民多稱「姆姆」，2001年返回比利時，2010年6月1日病逝魯汶聖母聖心院退休修女之家，享壽92歲。馬祖地區許多青、壯年輩曾是她的園生。
天主教會將金門縣、連江縣（馬祖）劃分為天主教金門、馬祖宗座署理區。

#### 一貫道
一貫道於南竿鄉仁愛村建有佛堂。 

#### 其他
如末世收圓信仰、靈山母娘信仰、其他新興宗教等。

### 民間信仰

#### 原鄉移民之民間信仰
馬祖舊屬「福建省福州府連江縣」，除全國性信仰外，多有原鄉福州之民間信仰色彩，一併略記如下：

- 五福大帝，又稱五靈公。最早為福州一帶的地方保護神，有一傳說為瘟神欲放毒於井，五位秀才得知後投井示警，人民遂感念奉祀，為逐瘟除疫之神。
- 白馬尊王之射鱔尊王。相傳閩越首都東冶附近之鱔溪中有大鱔危害百姓，閩越王郢之第三子白馬三郎得知此事後為民除害，但其也在搏鬥中為大鱔捲入水中溺死。福州人遂感念封神。
- 白馬尊王之開閩尊王。即閩王王審知，以其開閩之功，閩人遂立祠祀之。
- 玄天上帝，為星宿崇拜，信仰遍及全國各地，馬祖地區有從長樂市金峰鎮上張玄帝宮分香，如橋仔村玄天上帝廟。
- 華光大帝，道教的四大護法之一，馬祖地區有從長樂市湖中心靈官院分香，如福澳境華光大帝廟、山隴境白馬尊王廟、青蕃境威武陳元帥廟等。
- 蕭王爺（北竿鄉塘岐村蕭王府），蕭王府信仰來自泉州市鯉城區南門水巷末端之富美宮，奉祀西漢名臣蕭太傅（諱望之），其於西漢宣帝神爵二年官至太子太傅，為人剛正不阿、忠君愛民。其廟二樓正殿奉祀觀世音菩薩，梵名：अवलोकितेश्वर（Avalokiteśvara），漢音譯「阿縛盧枳低濕伐邏」，意為「觀察世間音聲覺悟有情」，為西方極樂世界阿彌陀佛之上首菩薩，與大勢至菩薩同為阿彌陀佛的脅侍菩薩，並稱「西方三聖」。觀音菩薩在民間信仰中多被稱為「觀音佛祖」或「佛祖」，蕭王府殿中此尊觀音菩薩有特殊尊稱為「蓮城佛祖」，因其分靈自泉州市惠安縣湄洲灣南岸蓮城半島之「蓮城寺」，故尊稱「蓮城佛祖」。
- 田都元帥（北竿鄉塘岐村信德堂探花府），其祖廟為莆田市仙遊縣龍井之「田聖府」，相傳田都元帥為忠烈樂官雷海青，為戲劇、音樂業界之祖師爺。
- 臨水夫人，諱陳靖姑，出生於福州府（今福建省羅源縣下渡），青年學法除妖，後因為民除害而殞身於寧德市古田縣臨水鄉。臨水夫人為福州人，寧德亦屬閩東，古田縣歷史上曾是福州十邑之一，與馬祖人可謂同鄉，地方廟宇多奉有臨水夫人。南竿鄉復興村牛角社區每年秋季舉辦地方青年成年禮活動--「做出幼」，禮祀牛峰境五靈公廟臨水夫人感謝庇佑，系列活動有古禮成年禮、勇闖平安關、臨水夫人文化論壇等。
- 天上聖母，媽祖為華人民族，尤為中國沿海居民、討海人之重要信仰，且馬祖南竿鄉馬祖村天后宮有媽祖肉身顯聖於此遂立廟之傳說。
- 水部尚書（北竿鄉塘岐村水部尚書公府），尚書公名陳文龍，南宋的抗元名將。祖廟在福州市台江區的萬壽尚書廟，明帝封陳文龍為福州府城隍，亦因「官船拜尚書，民船拜媽祖」，福州人尊其為海神，祈求航海平安。
- 英烈王（南竿鄉福澳村華光大帝廟配祀）。相傳為蛇神信仰。《說文解字》云「閩，東南越，蛇種」，指閩越族以蛇為祖源（漢人信仰之女媧亦為蛇身），而實應指閩越族之崇蛇信仰。福建氣候溫暖潮濕、山林茂鬱，適合蛇類生存，而先民對蛇無足能行、致毒食獸產生畏懼，遂有崇敬以求平安之儀。
- 鐵甲元帥（北竿鄉芹壁村天后宮）。相傳為蛙神信仰。馬祖北竿鄉鐵甲元帥信徒尋根，確認武夷山市之一座「鐵甲將軍廟」為其祖廟。武夷山一帶為古閩越人活動之處，閩越人耕種為生，然農作物易遭蟲害，而青蛙卻是害蟲天敵，確保了農作物，故敬青蛙為神，尊其為「鐵甲將軍」。今大陸福建尚有「青蛙節」。

#### 在地生起之民間信仰
- 威武陳元帥：莒光鄉西莒島之威武陳元帥廟為世界陳元帥分靈之祖廟，此為馬祖民間信仰中罕見之現象。陳元帥相傳為長樂玉溪陳氏之第廿五世，名諱湯銘公，人稱陳大戈，為奸官所害命喪大海，遺體漂至西莒島，因有村民祝願神異而立廟祀之，福建長樂湯銘公後代宗族亦至西莒島分靈回長樂，建立「湯銘公祠」（威武堂）。據連江縣政府莒光鄉公所載，甚有分靈至浙江大陳島，後再隨居民遷徙而分布海外。故此廟具有祖廟之地位，譽為「西莒之光」。此信仰非由原鄉福建帶來，而為馬祖西莒島本土所發展。
- 楊公八使：北竿鄉澳村「楊公八使宮」石碑載，楊公八使法師，連江松皋人，曾與惡龍鬥法，本以銀針穿龍鼻降之，然其妹誤取鐵針與法師，針穿龍翻，不幸法師捲沒海底，法體漂至后澳，漁民葬之，後顯奇異立廟祀之，成為全村守護神。後隨船商往來將八使公信仰帶至中國大陸[53]，在大陸赤溪、后洋、社洋、湖濱和粗蘆島均有其分靈[54]。
- 陳將軍：位於南竿鄉復興村「牛峰境五靈公廟」配祀神，相傳為民國三、四十年間浮屍立廟，經童乩表示其為福建陳姓軍人，葬後得地靈成神，希望民眾建廟供奉，號稱陳將軍[55]。陳將軍信仰隨馬祖移民傳入桃園八德。
- 高王爺：位於南竿鄉梅石村「高王爺廟」，原稱高總管，傳說清光緒三年大體漂至梅石澳，託夢指示立廟。
- 蕭隍爺：位於莒光鄉西莒島田澳村「蕭隍爺廟」，原稱蕭大哥，福建長樂人士，大體漂至澳口，村民立廟。
- 境主信仰：性質與土地公、地基主類似，為在地一村、一島、一境之境主公信仰，供奉一定區域內之地神（靈），在馬祖多稱為「本境大王」或「某大王」，如北竿鄉大坵島有「大坵大王廟」、亮島有「趙大王廟」、高登島有「大王爺廟」、莒光鄉東莒島有「老頭大王廟」、西莒島有「周大王廟」（值得一提的是連南引島亦有兩座小廟）[56]。

## 姐妹縣市
- 中華民國桃園市
- 中華民國臺灣省澎湖縣
- 中華民國福建省金門縣

## 外部連結
- 連江縣政府 （页面存档备份，存于）
- YouTube上的馬祖連江縣政府頻道